# بيت ظافر (المخادر)

تعديل مصدري - تعديل

بيت ظافر محلة تابعة لقرية بيت هيوة، التابعة لعزلة بني سرحة بمديرية المخادر إحدى مديريات محافظة إب في الجمهورية اليمنية، بلغ تعداد سكانها 44 حسب تعداد اليمن لعام 2004.